# Exostratum sullivantii
Exostratum sullivantii är en bladmossart som beskrevs av L. Ellis 1985. Exostratum sullivantii ingår i släktet Exostratum och familjen Calymperaceae. Inga underarter finns listade i Catalogue of Life.